# Inmigración salvadoreña en España
La inmigración salvadoreña en España es el movimiento migratorio de ciudadanos de El Salvador, en América Central (América), hacia el Reino de España, en la península ibérica (Europa). Representa la segunda comunidad de salvadoreños más numerosa del continente europeo solo superada por la comunidad de salvadoreños en Italia. Con alrededor de 20.000 personas en el año 2020, aunque se estima que esta cifra, en realidad, se multiplica por varias unidades, pues muchos de ellos están a la espera de regularizar su situación en el país y no figuran en el sistema.

## Historia
La presencia de salvadoreños en el Reino de España, si bien exigua o escasa en términos absolutos, se retrotrae a los tiempos en los que el Imperio español dominaba gran parte de América. Ese flujo se ha ido manteniendo con sucesivos altibajos a lo largo de siglos sucesivos y se ha acentuado a partir de la década de 2010, mostrándose como destinos preferentes las ciudades de Madrid y Barcelona, con notable diferencia sobre el resto de ciudades y pueblos del país.

## Motivaciones
Los motivos de llegada son diversos: solicitud de asilo político, búsqueda de un mejor nivel económico que en el país de origen, reagrupación familiar, etcétera.
Se observa un mayor número de salvadoreñas que de salvadoreños, esto se puede deber a la mayor demanda de puestos de trabajo relacionados con el cuidado de niños y de personas de la tercera edad, para los cuales tradicionalmente se ha acudido a la figura femenina.

## Asociaciones
- Salvadoreños en Acción España.
- La Voz de Salvadoreños en España.